# 尹正秀
尹正秀（韓語：윤정수，1972年2月8日—），韩国喜劇演員及搞笑藝人。

## 早年生活
出生於江原道江陵市，通過1992年4月SBS第1期搞笑藝人公開招募而出道。與马拉松运动员黃永祚為高中同學 。

## 學歷
- 江陵小学（1985年毕业）
- 江陵中學（1988年毕业）
- 江陵明倫高等學校（1991年毕业）
- 首尔神学大学 社会福利系 （退學）
- 關東大學 工商管理学士毕业

## 作品

### 电视节目
| - 1992年 SBS“喜剧展望台” - 1993年 SBS“笑了就好” - 1993年 SBS“让我们微笑” - 1993年 SBS“또또랑 우리랑” - 1993年 MBC“獨家TV演藝” - 1994年 KBS2“演藝家中介” - 1995年 KBS2“家族娱乐館” - 1995年 SBS“快乐星期六” - 1995年 KBS2“跟踪60分钟 ” - 1995年 SBS“好朋友們” - 1998年 SBS“好奇心天國” - 1999年 KBS2“獨自生活也很好” - 2000年 MBC“爱的工作室” - 2001年 KBS2“대발견 세상에 이런 법이” - 2002年 MBC“偉大的挑战” - 2003年 KBS1“주주클럽” - 2005年 MBC“想象遠征隊” - 2005年 MBC“无限挑战” - 2005年 KBS“新鲜星期天” - 2005年 SBS“紧急出動SOS 24” - 2007年 SBS“李敬揆 金勇萬的Line Up” | - 2012年 KBS2“逃離危機No.1” - 2013年 SBS“明星情侣亲爱的 - 2013年新年特輯 ” - 2015年 EBS“토크쇼 부모 고수다” - 2015年 MBN“전국제패” - 2016年 MBC“無限挑戰”第462集 嘉賓 - 2016年 MBC“真的漢子” - 2016年 JTBC“金濟東的Talk to You - 别担心！閣下”第52集 嘉賓 - 2016年 KBS1“이웃사이다” - 2016年 KBS2“본분금메달” - 2016年 KBS2“维他命” - 2016年 SBS“投资者們” - 2017年 SBS“喜剧之王” - 2017年 KBS2“TRICK&TRUE” - 2017年 MBC“隐秘而伟大” - 2017年 MBC“奥地的魔法师” - 2017年 JTBC“認識的哥哥”第98集 嘉賓 - 2018年 JTBC“善良地活吧”（特别出演） - 2018年 KBS1“TV充满爱情” - 2019年 JTBC“認識的哥哥”第165集 嘉賓 - 2019年 KBS“屋塔房的問題兒童們”第37集 嘉賓 |

Ongamenet
- “켠김에 왕까지”

JTBC
- “和你在一起”
- “天下壯士”

SBS Plus
- “손맛토크쇼 베테랑”

E Channel
- “勇敢的记者們3”

OLIVE
- “某天突然百万元”

TV朝鮮
- “快遞來了”

### 電視剧
- 2000年 MBC情景喜剧“男生女生向前走”文化保险低级主管（友情客串）
- 2000年 MBC情景喜剧“三个朋友”朴相勉和柳瑞真相睇活動「爱的工作室」的主持人（友情客串）
- 2000年 MBC情景喜剧“新男生女生向前走”青年文化大学男女特輯「爱的工作室」活动主持人（友情客串）
- 2001年 ITV 京仁放送情景喜剧“口红”律师朴素贤和酒吧老闆赵银淑和杂志记者成賢娥（朝鲜语：성현아）的小學同學 - 養雞場商人（友情客串）
- 2016年 JTBC电视剧“玉氏南政基”802號居民（特别出演）
- 2017年 JTBC网络剧“魔術学校”（特别出演）

## 獲奖經歷
- 2002年 MBC演藝大獎 主持部門 优秀奖
- 2003年 MBC演藝大獎 综艺部門 优秀奖
- 2004年 MBC演藝大獎 综艺部門 Star奖
- 2017年 MBC演藝大獎 综艺部門 特别奖“奥地的魔法师”
- 2017年 SBS演藝大獎 搶鏡獎“我家的熊孩子”

## 广告
- 2002年 Orange Bowl
- 2002年 韩东食品
- 2004年 Oxy 清潔劑
- 2008年 1577-4482
- 2016年 SK Planet 11號街
- 2016年 Yuhan Kimberly 短裙